# 29 Lyncis
29 Lyncis är en vit underjätte i stjärnbilden Lodjuret.
29 Lyncis har visuell magnitud +5,63 och är synlig för blotta ögat vid god seeing. Den befinner sig på ett avstånd av ungefär 300 ljusår.